# Lindsaea liesneri
Lindsaea liesneri är en ormbunkeart som beskrevs av Vicente Marcano. Lindsaea liesneri ingår i släktet Lindsaea och familjen Lindsaeaceae. Inga underarter finns listade.